# Dead Rising
Dead Rising er et single player action, zombie computerspil til Xbox 360 udviklet af Capcom i samarbejde med Keiji Inafune. Spillet blev udgivet 8. august 2006 i USA. En spilbar demo blev udgivet til download for Xbox 360 på Xbox Live Marketplace 4. august 2006.

## Historie
Spillet finder sted tirsdag d. 19. september 2006 til fredag d. 22. september 2006. Hovedpersonen i spillet er Frank West, en ivrig freelance fotojournalist. Han er blevet sendt af sted for at undersøge nogle mistænkeligheder, som finder sted i en mindre by ved navn "Willamette" i Colorado. Frank kommer til Willamette via helikopter, da byens veje er blokeret og selve byen bliver holdt i karantæne af hjemmeværnet. Mens Frank flyver over byen, opdager han byens brutale uroligheder. Han er vidne til 2 mord og ser nogle mennesker skubbe op mod en skolebus. Han ser også en tankstation som eksploderer under flyveturen. Frank beder Ed DeCula, hans pilot, om at flyve til byens centrum. De kommer til Willamette's Storcenter, hvor Frank ser en landingsplads for helikoptere og beder Ed DeCula om at sætte ham af. Imens Ed Decula er ved at lande, dukker tre af hjemmeværnets helikoptere op i et forsøg på at fordrive Frank og Ed. Franks fotografi- og kommunikationssæt falder ud af helikopteren. Ed vender helikopteren fra landingspladsen og Frank beder ham om at samle ham op om præcis 72 timer (1 time i spillet svare cirka til 5 minutter i vores verden).
Spillet anses for at være mere eller mindre efterligninger af George A. Romeros film Dawn of the Dead, hvilket indebærer, at du er spærret inde i et kæmpe indkøbscenter med tusindvis af Zombier, som konstant bevæger sig omkring dig kun drevet af en dyrisk smag for menneskekød. Man som Frank West overleve det 72 timers ophold i Storcenteret. Undervejs bliver man tildelt adskillige missioner. Her skal man skal bl.a. redde andre overlevende mennesker fra at blive bidt af zombier. Spillet huser også et stort antal psykopater, som er blevet sindssyge af enten zombiernes kommen, eller bare er sindssyge. Psykopaterne er bl.a. en klovn, en krigsveteran, en supermarkedindehaver, en pyroman, en fed betjent, en kameramand, en gruppe af fanger i en bil og en sniper-familie. Stort set alle genstande er anvendelige til bekæmpelsen af zombier i spillet. Alt fra motorsave, baseballbats, plæneklippere, ketchupflasker og hockeystave kan anvendes som våben.